# München Zoo
München Zoo (ty: Münchner Tierpark Hellabrunn) är en djurpark i München, i delstaten Bayern i Tyskland, som grundades 1911 i en park som ligger vid floden Isar. I djurparken hålls över 19 000 djur av 752 arter.

## Historia
Den skyddade skogen vid floden Isar, och dess bäcklandskap med mycket gamla träd, har bevarats åt eftervärlden i och med grundandet av en djurpark, på ett område omkring en väderkvarn från 1400-talet. Kvarnen revs år 1902, vilket gav möjlighet att utveckla en djurpark på området, som tack vare sina många kanaler och 25 broar kallas för djurparkernas Venedig.
Efter att ett flertal andra alternativ att starta en djurpark i München ej krönts med framgång, grundade överstelöjtnant Hermann von Manz 1905 föreningen Zoologischer Garten München e.V.. Efter att några andra områden valts bort, beslutades att förlägga djurparken vid säteriet och lustslottet Hellabrunn. Området ställdes till förfogande under en sextioårsperiod, på villkor att föreningen lyckades få fram inkomster för att bygga djurparken inom fem år.
Djurparken tillväxte, och präglades av bäcklandskapet som värderades av arkitekten Emmanuel von Seidl, men år 1922 stängdes djurparken p.g.a. brister i ekonomin, och den galopperande inflationen i Tyskland. Lejonhuset revs, och flera andra byggnader förföll.
1925 öppnades djurparken åter, och under den nye direktören Heinz Heck ledning, byggdes ett flertal nya djuranläggningar utan galler, med inspiration från Carl Hagenbecks djurpark i Hamburg. Heck utformade djuranläggningarna så att parken delades in i världsdelar, och Hellabrunn Tierpark blev världens första djurpark som kallades ett Geozoo. Under trettiotalet byggdes akvariet, som då räknades som det modernaste i världen.

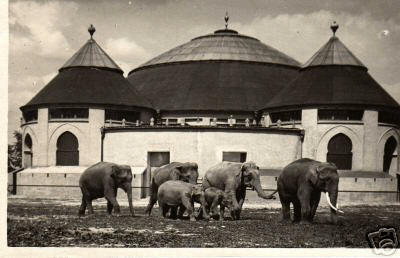
Elefanthuset 1932

En av de tidigare byggnaderna, som ännu står kvar trots två världskrig, är elefanthuset som byggdes 1914, och idag är kulturminnesskyddat.

## Tunnelbana
| Linje | Station     |
| ----- | ----------- |
| U3    | Thalkirchen |